# Серски хамам
Хамамът (на гръцки: Οθωμανικό λουτρό) е турска обществена баня в източномакедонския град Сяр (Серес), Гърция. 
Сградата е разположена в западната серска махала Горна Каменица (Ано Каменикия), на улица „Воспорос“ № 16, близо до „Свети Йоан Богослов“. Сградата, от която е оцеляла само една структура с купол, е изоставена.
В 1991 година сградата е обявена за защитен паметник на културата, като „византийска“ от XIV век.